# Campsurus molinai
Campsurus molinai is een haft uit de familie Polymitarcyidae. De wetenschappelijke naam van de soort werd voor het eerst geldig gepubliceerd in 2015 door Molineri, Salles en Emmerich. 